# Dowzahīr
Dowzahīr (persiska: دوزهير) är en ort i Iran.   Den ligger i provinsen Semnan, i den centrala delen av landet, 220 km öster om huvudstaden Teheran. Dowzahīr ligger 1 624 meter över havet och antalet invånare är 102.
Terrängen runt Dowzahīr är kuperad norrut, men söderut är den platt.Runt Dowzahīr är det glesbefolkat, med 11 invånare per kvadratkilometer. Det finns inga andra samhällen i närheten. Trakten runt Dowzahīr är ofruktbar med lite eller ingen växtlighet.